# Modern Combat 5: Blackout
Modern Combat 5: Blackout — мобильная игра в жанре шутера от первого лица, разработанная и выпущенная компанией Gameloft в июле 2014 года. Является продолжением популярной серии игр Modern Combat. Прямое продолжение игры Modern Combat 4: Zero Hour.

## Геймплей
В распоряжении игрока — десять типов бойцов, обладающих уникальными боевыми характеристиками, специфической тактикой, оружием и обмундированием: штурмовик, снайпер, десантник, разведчик, наемник, поддержка, командор, морф, мародёр, следопыт и сапер. Игра состоит из множества боевых заданий (миссий). Получая миссию, игрок выбирает наиболее подходящего персонажа и отправляется её выполнять. По ходу прохождения миссий игрок попадает в различные точки земного шара (в игре представлено 80 карт), вступая в перестрелки с врагами и решая боевые задачи. Игрок может пользоваться 25 видами оружия, включая вертолеты, дроиды и танки. 

Помимо одиночного режима, в игре представлен также режим мультиплеера, который позволяет игроку сражаться с другими игроками, находящимися в игре онлайн.

## Версия для Nintendo Switch
В версии для Nintendo Switch была улучшена графика, изменено меню. Так как на консоли от Nintendo игра распространяется не по модели free-to-play, в игре нет внутренних покупок. На Switch игра называется «Modern Combat Blackout», а не «Modern Combat 5», как на остальных платформах.

## Режимы игры
Free For All: Классический Deathmatch
VIP: Каждая команда имеет собственных VIP’ов. Одна должна уничтожить VIP’а другого и защитить своего
Capture the Flag (C.T.F.): Захват флага. Необходимо найти и унести флаг чужой команды и защитить свой
Zone Control (добавлено в v1.2.0): Найти и удержать флаги на карте. Команда, набравшая 100 очков, выигрывает
Team Battle и Squad Battle — Командный бой и бой отрядов

## Персонажи
Кайдан Феникс — Протагонист игры. Оперативник Gilman Security. Второстепенный персонаж предыдущей игры
Софи Давио — Командир Феникса. Сотрудница Gilman Security. Соратница Феникса
Айзек Такура — Оперативник Gilman Security. Соратник Феникса
Алекс Хоук (†) — Оперативник Gilman Security. Соратник Феникса. Погиб в конце игры, при штурме штаб-квартиры Gilman Security
Эндрюс (†) — Оперативник Gilman Security. Погиб в Японии, при взрыве автомобиля
Мика Кубо — Медсестра в храме Ринодзи. Доверенное лицо компании. Соратница Феникса
Джонотан Тэйлор (†) — Оперативник Gilman Security, один из антагонистов игры. Убит Фениксом
Эверет Сандерс (Кирк Бэнкрофт) (†) — Главный антагонист игры, а также предыдущей игры

## Сюжет
Сюжетная компания начинается с катсцены, в которой Кайдан Феникс и Софи Давио обсуждают текущие события. Месяц назад Армия Освобождения Мира (WLA) напала на Венецию, а неделю спустя она атаковала несколько Азиатских сетей. Феникс пытается убедить Давио в том, что за этими атаками скрывается нечто большее, чем просто террористические акты, но Давио не верит ему. Катсцена заканчивается и начинается флешбек. Феникс и Джонотан Тэйлор выплывают из Гранд-Канала и проникают в Венецию
После перемещения по Венеции и сражения с солдатами WLA, Тэйлор и Феникс похищают лодку и сбегают по каналу от преследовавшего их вертолета. После этого флешбек заканчивается и продолжается разговор Феникса и Давио. Феникс пытается убедить Давио в том, что намечается что-то серьёзное и что GS в этом участвует, но Давио не успевает ей ответить из-за внезапной атаки противника. Случается взрыв
Феникс приходит в себя спустя месяц в Храме Риннодзи, находящемся в Японии, оборудованный в госпиталь и находящийся под контролем рейдеров. В день международного саммита по кибербезопасности, в Токио начались уличные бои. Мику Кубо выводит Феникса из храма к Такуре и Эндрюсу, направляющимся в центр города.
Сразу же по прибытии в центр, герои попадают под атаку рейдеров. Феникс пытается отбить атаку, но автомобиль с главными героями переворачивается, гибнет Эндрюс. Феникс и Такура пробиваются к центру города, участвуя в уличных боях.
Достигнув безопасного места, наши герои пытаются отбиться от рейдеров, но появляется «Апач» и взрывает здание, из-за чего Феникс падает с огромной высоты. Очнувшись, он возвращается в здание и продолжает бой. К ним присоединяется Хоук и Давио. Вместе они продвигаются к центру города, что бы поставить глушилки для борьбы с врагом
В офисе Давио, она говорит Фениксу, что он официально погиб. Это нужно для безопасности его семьи. Она находит доказательства того, что Тэйлор и Сандерс назначают встречу в Токио, что бы совершить некую сделку. Феникс и Давио должны остановить эту встречу
С этого момента снова начинается флешбек из Венеции.
Феникс, в составе боевой группы, прилетает на вертолете в город. Вертолет сразу же подвергается атаке, отряд несёт потери. После непродолжительного боя, Феникс и Тэйлор выпрыгивают в Гранд-Канал (идут события первого флешбека). Цель главных героев, это «Пакет» — химическое оружие, хранящееся в Венеции. Они находят его, но вертолет сбивают. Миссия заканчивается тем, что Тейлор вытаскивает его из воды в лодку
Действие снова переносится в Японию
Феникс и Хоук попадают в засаду и подвергаются нападению солдат и дронов GS. Герои добывают информацию о сотрудничестве Тэйлора и Сондерса, после чего они убивают Тэйлора и эвакуируются
Феникс со своей командой проникает в штаб-квартиру Gilman Security. После зачистки лобби, герои направляются в серверную, где добывают информацию о деятельности корпорации. Гибнет Хоук. После взлома систем, Феникс и Такура отступают на крышу для эвакуации, встречая Сондерса. Феникс сбивает его вертолет в отместку за свой. После непродолжительного боя, главный герой убивает Сондерса и прекращает незаконную деятельность корпорации.
В эпилоге анонсируют игру «Modern Combat 6: Vengeance Rising». Феникс и Давио обсуждают случившееся события. Феникс сохраняет оптимизм, но Давио в конце беседы говорит «Король умер, да здравствует король!», после чего приходит сообщение о новом восстании в мире, намекающем на сына Сондерса

## Критика в СМИ
| Сводный рейтинг       | Сводный рейтинг |
| Агрегатор             | Оценка          |
| --------------------- | --------------- |
| GameRankings          | 81,10 %         |
| Русскоязычные издания |                 |
| Издание               | Оценка          |
| Riot Pixels           | 40 %            |

Игра заслужила, в целом, положительные отзывы критиков. Авторитетный портал Metacritic выставил ей 79 баллов из 100. В качестве положительных черт игры критики, как правило, выделяют высокий уровень графики и хорошую прорисовку деталей, качественное озвучивание, дружелюбное управление, игровой баланс.

В качестве главной недоработки критики выделяют повышенную требовательность игры к качеству интернет-соединения. Кроме этого, обращают внимание на поверхностный сюжет игры и проблемы оптимизации под различные устройства.